# Astragalus acanthocarpus
Astragalus acanthocarpus är en ärtväxtart som beskrevs av Antonina Georgievna Borissova. Astragalus acanthocarpus ingår i släktet vedlar, och familjen ärtväxter. Inga underarter finns listade i Catalogue of Life.